# 三毛猫ホームズの家出
『三毛猫ホームズの家出』（みけねこホームズのいえで）は、日本の小説家赤川次郎によって1992年に発表された三毛猫ホームズシリーズの短編集である。

## あらすじ
夜遅く疲れて帰って来た片山義太郎の目に信じがたい光景が入ってきた。石津が部屋で寝ているのである。話を聞くと、焼肉料理店から帰る途中、晴美、石津、ホームズの一行はバスに乗ったのだが、ホームズが見知らぬ少女に声をかけられ、そのままバスを降りてしまったというのだ。石津は、バスの中でホームズに席をかわってくれと頼んでホームズが機嫌をそこね、家出してしまったと落ち込んでしまい、失意のうちに寝ているのだという。ホームズの捜索が始まる。

## 主な登場人物
- 片山義太郎 - 警視庁捜査一課のダメ刑事
- 片山晴美 - 義太郎の妹
- 石津刑事 - 晴美に恋をする猫嫌いの刑事
- ホームズ - 三毛猫

## 収録作品
- 三毛猫ホームズの家出（初出『小説宝石』1991年4月号）
- 三毛猫ホームズの通信簿（初出『小説宝石』1991年7月号）
- 三毛猫ホームズの殺し屋稼業（初出『小説宝石』1991年10月号）
- 三毛猫ホームズの催眠術（初出『小説宝石』1991年12月号）

## 書誌情報
- 『三毛猫ホームズの家出』（光文社 カッパノベルス、1992年12月20日） ISBN 4-334-07017-5
- 『三毛猫ホームズの家出』（光文社 光文社文庫、1996年2月20日） ISBN 978-4-334-72185-5
- 『三毛猫ホームズの家出』（角川書店 角川文庫、2000年5月25日） ISBN 4-04-187948-5